# 10,5 cm Leichtgeschütz 40
Il 10,5 cm Leichtgeschütz 40, abbreviato in LG 40, era un cannone senza rinculo tedesco utilizzato nella seconda guerra mondiale.

## Storia

### Sviluppo
Il successo dello schieramento nella battaglia di Creta del 7,5 cm Leichtgeschütz 40 della Rheinmetall nel 1941 spronò i tedeschi a continuare lo sviluppo di un cannone senza rinculo di maggiore calibro. Sia Krupp che Rheinmetall svilupparono cannoni senza rinculo da 105 mm di calibro.
Il primo ad entrare in servizio fu il LG 40 della Krupp, essenzialmente una versione ingrandita e migliorata del 7,5 cm LG 40 della Rheinmetall. Di quest'ultimo conservava la culatta a scorrimento laterale ed i grossi pneumatici. Il pezzo incorporava dall'inizio le alette inclinate negli ugelli di scarico, al fine di contrastare il momento torcente causato dall'impegno della rigatura da parte del proietto; anche il sistema di innesco era migliorato in base alle problematiche emerse nell'arma di calibro più piccolo. Come tutte le armi tedesche di questo tipo, il 10,5 cm LG 40 impiegava le granate dei pezzi ordinari pari calibro, anche se con carica di lancio diversa per adattarsi al principio del cannone senza rinculo. In particolare il LG 40 impiegava le granate dell'obice campale leggero 10,5 cm leFH 18.
La prima versione L 40/1 venne prodotta con affusto in lega di alluminio e magnesio; con il progredire della guerra e la crescente carenza di metalli leggeri, venne prodotto il modello L 40/2 con affusto in acciaio ordinario. Entrambe le versioni erano scomponibili in 5 carichi, da paracadutare separatamente, oppure poteva essere lanciato completamente assemblato in una speciale cassa capace di assorbire lo shock.

### Impiego operativo
I cannoni senza rinculo da 105 mm vennero assegnati a batterie e battaglioni di artiglieria indipendenti, diversamente da quelli da 75 mm, assegnati direttamente alle unità di fanteria. Tra questi reparti indipendenti vi erano i leichten Artillerieabteilungen (mot.) 423, 424, 426, 429 e 430. Queste unità servirono anche con la 20.Gebirgsarmee in Scandinavia e con l'Heeresgruppe Mitte nella Russia centrale.